# Александровка (Мелекесский район)
Алекса́ндровка — село в Мелекесском районе Ульяновской области России. Входит в состав Рязановского сельского поселения. До 2005 года — центр Александровской сельской администрации.
Расположено на берегу реки Бирля в 35 км к юго-западу от районного центра г. Димитровграда и в 45 км к северу от Тольятти.

## Название
Село названо генерал-губернатором Самарской губернии А. Д. Свербеевым в честь императора Александр III.

## История
В 1891 году в западной части с. Гайворон наводнением затопило 8 домов, и все 8 семей перебрались восточнее и основали с. Александровка. Статус населенного пункта получило в 1892 году, так как для этого требовалось не менее 15 дворов.
На 1900 год деревня Александровка входила в состав Рязановскую волость Ставропольский уезд Самарская губерния. В 1928—1929 и 1935—1956 годах Никольское-на-Черемшане село находилось в составе Николо-Черемшанского района.
В 1929 году в деревне был создан колхоз «Путь Октября».
В 1953 году, ввиду затопления Куйбышевским водохранилищем села Кондаковка, колхоз «Маяк революции» влился колхоз «Путь Октября» (Александровка) и стал — «Маяк революции» с центром в с. Александровка. К селу были доприселены село Кондаковка — ул. Полевая, Рязаново (частично), Ивановка, Чувашский Сускан (частично) и посёлок Петровский.
В 1954 году — сельскохозяйственная артель (колхоз) «Маяк революции» Александровского сельского Совета с. Александровка Николо-Черемшанского района Ульяновской области. В 1959 году в состав колхоза «Маяк революции» вошли колхоз им. Дзержинского (с. Бирля) и колхоз им. Фрунзе (с. Чув. Сускан).
В 1971 году, Указом Президиума Верховного Совета СССР, колхоз «Маяк революции» Мелекесского района награждён орденом Октябрьской Революции.
В 1976 году был создан СПК  «Маяк», в результате преобразования колхоза «Маяк революции».

## Население
| Год  | Численность | Численность |
| ---- | ----------- | ----------- |
| 1859 | 354         | [ 9 ]       |
| 1889 | 391         | [ 10 ]      |
| 1897 | 511         | [ 11 ]      |
| 1910 | 602         | [ 12 ]      |
| 2010 | 812         | [ 1 ]       |

## Инфраструктура
Центральная усадьба сельскохозяйственного предприятия ООО «Маяк».
В селе имеются: средняя школа, детский сад, клуб, медпункт, почта, библиотека, 4 магазина, пожарная часть.

## Достопримечательности
- Дом крестьянский нач. XX в. — памятник архитектуры[13]

## Люди связанные с селом
- Костин Михаил Николаевич — Герой Социалистического Труда, работал в МТС директором с 1954 по 1958 гг.
- Голубков Анатолий Иванович — российский политический деятель. Депутат Государственной Думы третьего созыва (1999—2003). Работал агрономом в совхозе «Маяк».